# Décembre 1700

## Événements
- 18 décembre : Clément XI est intronisé.
- 21 décembre : L'opéra Hésione est représenté pour la première fois à Paris.

## Naissances
- 3 décembre : André-Dominique-Jean-Baptiste de Castellane (mort le 8 septembre 1751), ecclésiastique
- 17 décembre : Charles de Peyssonnel (mort le 16 mai 1757), avocat
- 19 décembre : Jean Antoine Nollet (mort le 24 avril 1770), physicien français
- 20 décembre : Charles-Augustin de Ferriol d'Argental (mort le 5 janvier 1788), administrateur et ambassadeur français
- 25 décembre : Léopold II d'Anhalt-Dessau (mort le 16 décembre 1751),
- 27 décembre : Johann Dietrich Busch (mort le 18 juillet 1753), facteur d'orgue allemand

## Décès
- 4 décembre : Henri de Bernières (né en 1635), prêtre français
- 16 décembre :
  - Paul Rycaut (né en 1628), historien, traducteur et diplomate anglais
  - Lazarin de Pontevès (né le 3 octobre 1631), officier de marine et aristocrate français
- 27 décembre : Antoine Desbrosses (né à une date inconnue), Maître à danser de Louis XIV vers 1660